# Comp Ace
A Gekkan Konpu Eeszu (月刊コンプ エース; Hepburn: Monthly Comptiq Ace) egy japán számítógépes játékokkal és mangákkal foglalkozó magazin, amit a Kadokava Soten ad ki. A Comp Ace első lapszáma a Kadokava Soten egyik másik újságának; a Comptiq-nak a speciális számaként jelent meg. Az első lapszám 2005. március 26-án jelent meg, majd az azt követő kettő negyedévente, ezek borítóját a Key-nél dolgozó Hinoue Itaru készítette el. A negyediktől a kilencedik lapszámig kéthavonta jelentek meg és ezek borítóját a Nisimata Aoi, a Navel egyik alkalmazottja tervezte. A tizedik szám három hónappal a kilencedik után jelent meg, majd azt azt követőek havonta. Ezek borítóját Nanao Naru, Szuzuhira Hiro, valamint a Type-Moon és az August illusztrátorai készítették. A 2007 augusztusi lapszámtól kezdve a Comp Ace kivált a Comptiq-ból és önálló, főképp bisódzso játékokkal és ezeken alapuló mangákkal foglalkozó magazin lett.

## Újságban megjelent mangák
- 11eyes: Cumi to Bacu to Aganai no Sódzso
- Akaneiro ni Szomaru Szaka
- Akira's Ambition
- Alice Quartet Obbligato
- Angel Magister
- AR Forgotten summer
- Arcana Heart
- Baldr Sky
- Basquash! Eclipse Stage
- Battle Cinder-Ella-
- Canaan
- Canvas 2 ~Nidzsi Iro no Sketch~
- Clear
- Code Geass – Knightmare of Nunnally
- Cujokissz
- Eve: New Generation
- FairlyLife
- Festa!! -Hyper Girls Pop-
- H2O: Footprints in the Sand
- Hibiki's Magic
- Higurasi no Naku Koro ni – Oniszarasi-hen és Ucucukovasi-hen fejezetek
- Hosiuta
- HR
- Idolmaster: Xenoglossia
- Joszuga no Szora
- Kono Aozora ni Jakuszoku o: Melody of the Sun and Sea
- Kiddy Girl-and Pure
- Kimi ga Arudzsi de Sicudzsi ga Ore de
- Little Busters!
- Lucky Star
- Macross Frontier
- Magical Girl Lyrical Nanoha ViVid
- Masiroiro Symphony
- Melty Blood
- Miniten: Happy Project
- Munto
- Muszó Tóró
- Oretacsi ni Cubasa va Nai: Rhapsody
- Rental Magica from Solomon
- School Days
- Stellar Theater
- Szakura no Uta
- Strange and Bright Nature Deity
- SweetHoneyComing
- Tantei Opera Milky Holmes
- Tajutama: Kiss on my Deity
- Tengen Toppa Gurren Lagann: Gurren Gakuen-hen
- Tick! Tack!: Never Say Goodbye
- Ucúcuhi de Onikki
- Valkyria Chronicles